# Trigonoceps occipitalis
El buitre cabeciblanco (Trigonoceps occipitalis) es una especie de ave accipitriforme de la familia Accipitridae propia de las estepas y los desiertos del África subsahariana. No se reconocen subespecies. Es el único miembro del género Trigonoceps.